# Hãy đợi anh trở về !
Hãy đợi anh trở về! (tiếng Nga: Жди меня) là một bộ phim lãng mạn của đạo diễn Boris Ivanov (II) và Aleksandr Stolper, ra mắt lần đầu năm 1943.

## Nội dung
Phi công Yermolov đi ra tiền phương và có vợ Lisa đi cùng. Tình yêu và niềm tin mãnh liệt vào nhau làm sáng lên nỗi cay đắng của sự chia ly. Lisa chờ chồng trở về, kiên định chịu đựng những khó khăn của thời chiến. Cô từ chối sơ tán và đến làm việc tại một nhà máy quốc phòng. Đã lâu rồi không có tin tức gì của chồng.
Lisa không biết rằng trong một trận không chiến, phi cơ của Ermolov đã bị hư hỏng. Nhận ra mình đang ở phía sau phòng tuyến của kẻ thù, Ermolov ra lệnh cho người bạn đồng hành của mình, phóng viên ảnh quân sự Weinstein, chuyển phim có cảnh sân bay địch được quay cho đơn vị và viết một dòng chữ ngắn nhưng đầy ý nghĩa cho Lisa : "Đợi anh, anh sẽ quay trở về!".
Đang di chuyển khỏi khu rừng đào nơi Ermolov vẫn ở, Weinstein nghe thấy một tiếng súng ngắn. Anh ấy chắc chắn rằng bạn của anh ấy đã chết. Anh ấy mang tin buồn này đến cho Lisa. Nhưng Lisa không tin Weinstein, cô vẫn đang đợi chồng. Sự mong đợi của cô không phải là vô ích. Ermolov còn sống sót trở thành chỉ huy của một đội du kích. Sau một thời gian dài xa cách, anh quay lại với Lisa.

## Diễn viên
- Boris Blinov trong vai Nikolay Yermolov
- Valentina Serova trong vai Lisa
- Lev Sverdlin trong vai Misha Weinstein
- Mikhail Nazvanov trong vai Andrey Panov
- Nina Zorskaya
- Yelena Tyapkina trong vai Mariya
- Andrei Apsolon trong vai Xạ thủ
- Lyudmila Glazova
- Pavel Geraga trong vai Fedya
- Andrey Martynov trong vai Du kích
- Ekaterina Sipavina trong vai Pasha

## Liên kết

### Tư liệu
- Rollberg, Peter. Historical Dictionary of Russian and Soviet Cinema. Scarecrow Press, 2008.